# 宇文颉
宇文颉（？—？），北周宇文氏后裔，后唐、后晋时期的介国公。
后唐清泰三年七月辛丑（936年8月4日），将作监丞、介国公宇文颉出任汝州襄城县县令。
后晋天福五年春正月庚寅（940年3月5日），三恪宇文颉食邑加封三千户。
后晋天福六年二月戊戌（941年3月8日），宇文颉出任太子率更令。